# Neonemobius eurynotus
Neonemobius eurynotus је инсект из реда Orthoptera и фамилије Gryllidae. 

## Угроженост
Ова врста се сматра рањивом у погледу угрожености врсте од изумирања.

## Распрострањење
САД су једино познато природно станиште врсте.

## Станиште
Врста Neonemobius eurynotus има станиште на копну.